# Hoseynabad-e Bahar
Ḩoseynābād-e Bahār (farsi حُسِينابادِ بَهار) è una città dello shahrestān di Bahar, circoscrizione Centrale, nella provincia di Hamadan. Aveva, nel 2006, una popolazione di 3.300 abitanti.